# Tata Young
Amita Marie Young, nota con lo pseudonimo Tata Young (Bangkok, 14 dicembre 1980), è una cantante thailandese.

## Discografia

### Album
- 1995 - Amita Tata Young
- 1997 - Amazing TATA
- 2001 - Tata Young
- 2003 - Real TT
- 2004 - I Believe
- 2005 - Dangerous TATA
- 2006 - Temperature Rising
- 2008 - One Love
- 2009 - Ready for Love

### Singoli
- 2004 - Dhoom Dhoom
- 2005 - Life is Action
- 2008 - Here Today
- 2010 - My Bloody Valentine (versione in thailandese)
- 2010 - Ready for Love (versione in thailandese)
- 2011 - Shot (Montonn Jira's Smirnoff BKK REMIX)
- 2011 - Let's Play
- 2012 - Where Do We Go (ft. Thanh Bui)